# Komagelva
Die Komagelva (nordsamisch: Stuorrajohka, kvenisch: Kumajoki) ist ein 45 km langer Fluss, der durch die Kommunen Vardø und Vadsø im norwegischen Fylke Finnmark fließt. Der Fluss hat seinen Ursprung auf der Varangervidda im Zentrum der Varangerhalbinsel. Er fließt in östlicher Richtung durch den östlichen Teil der Varangerhalbinsel und mündet in die Barentssee.  Ein Großteil des Einzugsgebiets der Komagelva liegt im Varangerhalvøya-Nationalpark.
Die Komagelva ist als Lachsfluss bekannt. 
Mit dem Programm Verneplan I for vassdrag ist der Fluss seit 1973 unter besonderem Schutz.